# 玛丽·伯恩斯
玛丽·伯恩斯（英語：Mary Burns；1821年9月29日—1863年1月7日）是一位爱尔兰工人阶级妇女。她是弗里德里希·恩格斯的伴侣，两人大约在1843年初相识，不久开始同居。伯恩斯出生在英国英格兰曼彻斯特，并在那里度过了大部分人生。关于伯恩斯的记载不多。现存唯一对她的直接提及是卡尔·马克思在得知她去世后写给恩格斯的一封信中，称她“非常善良”且“机智”，以及马克思的女儿爱琳娜·马克思在一封信中称她“非常漂亮、机智，是一个完全迷人的女孩，但在生命的最后几年酗酒过度”。她没有任何影像传世。在她去世后，她的妹妹莉齐·伯恩斯成为恩格斯的伴侣和妻子。